# Aeroporto de Upernavik
Aeroporto de Upernavik (em gronelandês: Mittarfik Upernavik e em dinamarquês: Upernavik Lufthavn) é um aeroporto em Upernavik, uma cidade no município de Qaasuitsup, no noroeste da Gronelândia. Possui uma pista asfaltada com 799 metros de comprimento.

## Linhas aéreas e destinos
É servido pela empresa aérea Air Greenland através de voos de avião para o Aeroporto de Qaanaaq, Aeroporto de Ilulissat e para o Aeroporto de Qaarsut. A Air Greenland faz também voos de helicóptero para vários assentamentos do Arquipélago de Upernavik: Aappilattoq, Innaarsuit, Kangersuatsiaq, Kullorsuaq, Nuussuaq, Tasiusaq e Upernavik Kujalleq.